# Never Say Die!
Never Say Die! é o oitavo álbum de estúdio da banda de heavy metal Black Sabbath, lançado em setembro de 1978. Foi o último disco gravado com a formação original; em 1979 o vocalista Ozzy Osbourne saiu devido a seu problema com drogas.

## O álbum
O álbum traz vários elementos e influências de Jazz, diferente de outros álbuns da banda que flertam mais com o Rock Progressivo. Ozzy já havia saído da banda em 1977, e enquanto esteve fora o Black Sabbath experimentou composições com o ex-Fleetwood Mac Dave Walker. A composição que foi mais longe foi Junior's Eyes, que chegou à ser apresentada em um programa de TV. Ozzy porém, volta para a banda em 1978 e se recusa a gravar qualquer material escrito com Dave Walker. Isso atrasa o processo de gravação da banda, eles reescrevem todas as músicas e gravam o álbum. A música "Swinging the Chain" é cantada por Bill Ward por esse motivo, pois Ozzy se recusava a cantar uma letra composta por Walker e o Sabbath se recusava a reescrever essa música. Outra curiosidade sobre o álbum é que na música "A Hard Road", a banda inteira canta junto no final, acontecimento único na carreira do Sabbath.
O álbum foi duramente criticado pela crítica e pelos fãs, e músicas como "Air Dance" e "Breakout" viraram motivo até mesmo de chacota entre os fãs mais assíduos da banda, que desejavam uma volta ao seu peso original.
O álbum rendeu uma turnê de certo sucesso, que foi filmada e lançada no DVD Never Say Die. Ela terminou, no entanto, quando o maior show da turnê teve que ser cancelado depois de Ozzy não aparecer para tocar, pois estava dormindo bêbado num quarto do hotel em que estavam hospedados. Outro fator que contribuiu para isso foi que a banda - em especial Tony Iommi - fazia longas sessões de improviso nos shows, que duravam aproximadamente 1 hora, e irritava muito Ozzy, que mais tarde declarou: "Eu sempre vi o Black Sabbath como uma banda de Rock! Iommi queria dar outro segmento à banda, o Sabbath não é uma banda de Jazz, e sim de Rock!".
Após o fim dessa turnê, Ozzy foi demitido da banda devido ao abuso de drogas e álcool cada vez maior e por causa de desavenças com outros membros, em particular com Iommi. Para substituí-lo foi chamado Ronnie James Dio, que tinha acabado de sair do Rainbow. Com o novo vocalista, a banda gravou um de seus álbuns mais pesados desde os meados da década de 1970, Heaven and Hell.

## Faixas
Todas as canções foram compostas por Iommi/Osbourne/Butler/Ward.
| N.º | Título               | Duração |  |
| 1.  | "Never Say Die!"     | 3:49    |  |
| 2.  | "Johnny Blade"       | 6:28    |  |
| 3.  | "Junior's Eyes"      | 6:43    |  |
| 4.  | "A Hard Road"        | 6:06    |  |
| 5.  | "Shock Wave"         | 5:16    |  |
| 6.  | "Air Dance"          | 5:18    |  |
| 7.  | "Over to You"        | 5:24    |  |
| 8.  | "Breakout"           | 2:35    |  |
| 9.  | "Swinging the Chain" | 4:05    |  |

## Créditos
Black Sabbath
- Bill Ward - Bateria, Vocal principal em "Swinging the Chain", Backing Vocal em "A Hard Road"
- Tony Iommi - Guitarra, Backing Vocal em "A Hard Road"
- Geezer Butler - Baixo, Backing Vocal em "A Hard Road"
- Ozzy Osbourne - Vocais

Participação
- Don Airey - Teclados
- John Elstar – Gaita em "Swinging the Chain"

Produção
- Arranjos do baixo Will Malone
- Produzido por Black Sabbath
- Produtor Técnico Dave Harris
- Assistente Técnico Spock Wall
- Gravado no Sounds Interchange, Toronto, Canadá
- Remasterizado por Ray Staff no Whitfield Street Studios
- Fotografia adicional por Ross Halfin e Chris Walter

## Catálogos
- LP Vertigo 9102 751 (UK 1978)
- LP Vertigo 9124 101 (NL 1978)
- LP Warner Bros BSK 3186 (US 1978)
- CD Warner Bros 3186-2 (US 1978?)
- LP Vertigo PRICE 9 (1983)
- MC Vertigo 723 140-1 (1989?)
- CD Karussell 550 131-2 (UK 1993)
- CD Essential/Castle ESMCD329 (UK - Feb 1996) - Remastered
- CD Sanctuary SMRCD038 (UK 2004)
- CD Warner/Rhino R2 72923-H (US 2004) - Black Box

## Desempenho nas paradas
| Ano  | Posições | Posições | Posições | Certificações |
| Ano  | UK       | SWE      | US       | Certificações |
| ---- | -------- | -------- | -------- | ------------- |
| 1978 | 12       | 37       | 69       | Ouro (US)     |